# Mareuil-la-Motte
Mareuil-la-Motte település Franciaországban, Oise megyében. Lakosainak száma 606 fő (2022. január 1.). Mareuil-la-Motte Élincourt-Sainte-Marguerite, Gury, Margny-sur-Matz, Plessis-de-Roye, Ricquebourg és Thiescourt községekkel határos.

## Népesség
A település népességének változása:
| Lakosok száma | 636  | 653  | 657  | 641  | 627  | 614  | 612  | 608  | 606  |
|               | 2013 | 2015 | 2016 | 2017 | 2018 | 2019 | 2020 | 2021 | 2022 |